# دنغو منطقة تطوير التكنولوجيا الجديدة

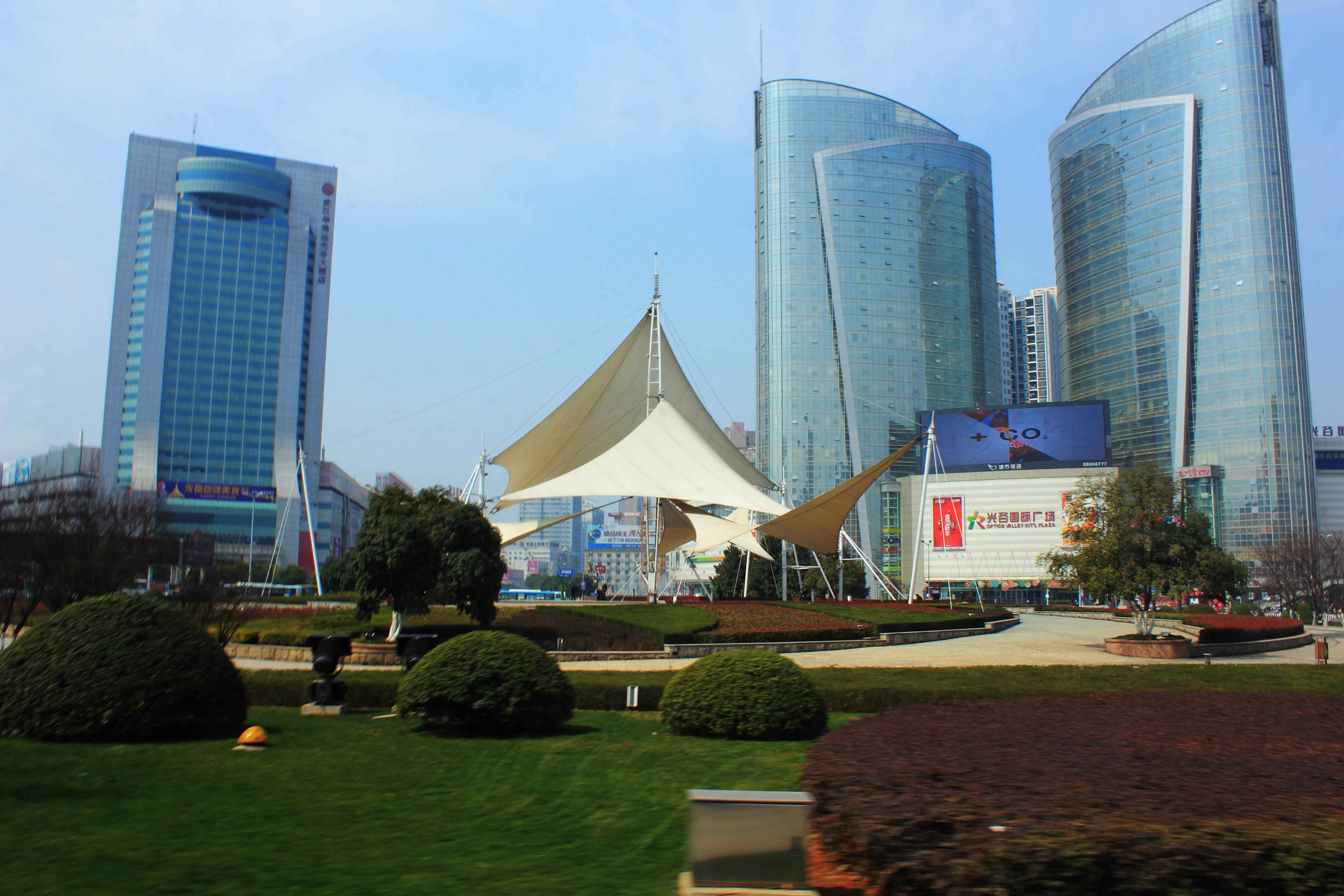

دنغو منطقة تطوير التكنولوجيا الجديدة (بالصينية: 东湖新技术产业开发区)، ويشار إليها أيضًا باسم وادي البصريات ( Chinese )  أو Guanggu، هي منطقة تطوير التكنولوجيا الجديدة في ووهان، الصين.  تم تأسيسها في عام 1988.  في عام 1991 تم اعتماده كواحدة من مناطق تطوير التكنولوجيا الجديدة الوطنية في الصين. في عام 2011، تم تصنيفها كمنطقة تطوير تقنية جديدة للتكنولوجيا البصرية، ومنذ ذلك الحين سميت «وادي البصريات» في الصين. 

## موقع
تقع منطقة التطوير شرق مقاطعة ووتشانغ في ووهان، غرب مدينة إزهو، شمال مقاطعة جيانغشيا، جنوب دونغهو (البحيرة الشرقية).

## علامة تجارية
سجلت سلطة منطقة التنمية "Guanggu" كعلامة تجارية لها منذ عام 2009. 

## روابط خارجية
- الموقع الرسمي لمنطقة تطوير التكنولوجيا الجديدة Donghu